# فلورة كريموفا
فلورة كريموفا (بالأذرية: Flora Kərimova) هي مغنية أذربيجانية، فنانة الشعب الأذربيجاني (1992).

## حياتها
ولدت فلورة كريموفا في سنة 1926 في باكو عاصمة أذربيجان. في عام 1965 دخلت المعهد الطبي إسمه ن. ناريمانوفا بتخصص «الأعمال الطبية»، حيث تخرجت في 1971.
من عام 1972 إلى عام 1977، درست في أكاديمية باكو للموسيقى بتخصص غناء. نطاق صوتها هو أربعة أوكتافات. 

## نشاتها
بدأت فلورة كريموفا نشاطها الفنية بأذربيجان، في أوائل الستينيات. ظهرت للمرة الأولى على فيلهارموني أكاديمى لدولة أذربيجان في أكتوبر 1960. عملت فلورة كريموفا مع الملحن إمين سابيتوغلو، الذي كتب الأغاني الغنائية خاصةً لأدائها وتسجيلاتها. كانت أغاني الملحنين مثلهم دائمًا جزءًا من إبداعها.
في عام 1992، حصلت فلورة كريموفا على لقب فنانة الشعب الأذربيجاني. في عام 1993، استمرت كريموفا في التعاون مع الملحن إلدار منصوروف، حيث أصدرت أغنية «عزيزي».
تضم مجموعتها أغاني من التراكيب الملحنين إلزى إبراحيموفا ورامز ميريشلي وتوفيق غولييف وأقتاي كزيمي وشفيقا أخوندوفا وأيجون سامادزادي والعديد من الملحنين الآخرين.

## فيلموغرافيا
- «دعامة عظيمة» (عام 1962)
- «من أجل القانون» (عام 1968)
- «لقد مر اليوم» (عام 1971)
- «التفاح كتفاح» (عام 1975)
- «حماة» (عام 1978)
- «أنت معي دائما» (عام 1987)

## الوصلات الخارجية
- فلورة كريموفا على موقع IMDb (الإنجليزية)
- فلورة كريموفا على موقع ميوزك برينز (الإنجليزية)
- فلورة كريموفا على موقع ديسكوغز (الإنجليزية)
- فلورة كريموفا على موقع كينوبويسك (الروسية)